# Pedro Balzi

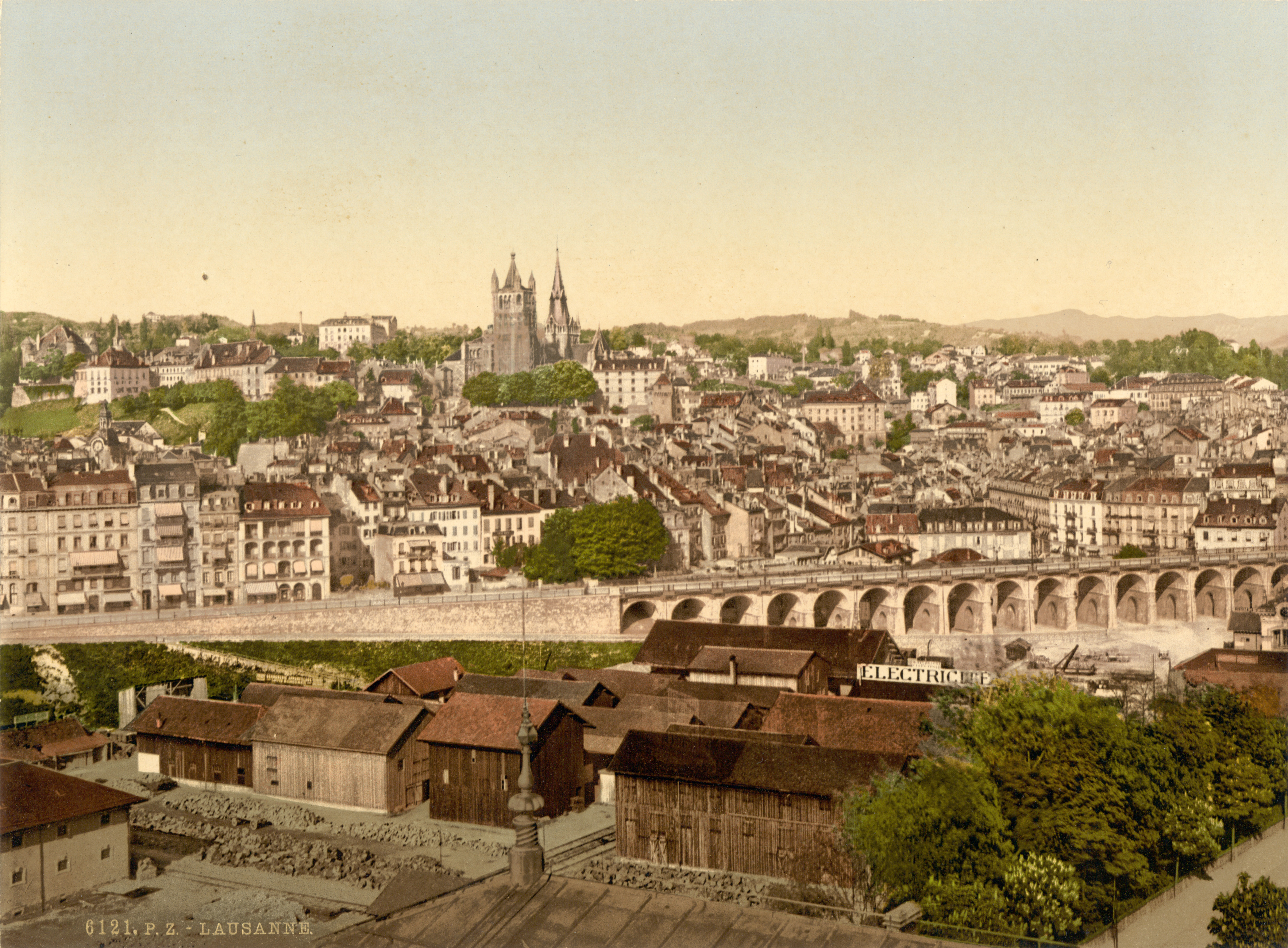
Lausanne, Suíça. Aqui Padre Pedro viveu a primeira década de sua vida.

Pedro Balzi, mais conhecido como Padre Pedro (Lausanne, 21 de dezembro de 1926 - Teresina, 5 de outubro de 2009), foi um sacerdote italiano e missionário fidei donum, conhecido no Piauí pelos vários trabalhos sociais realizados na comunidade Vila da Paz, zona Sul de Teresina. A Arquidiocese de Teresina iniciou oficialmente sua Causa de Beatificação e Canonização em 20 de fevereiro de 2020, reconhecendo-o "Servo de Deus".

## Primeiros anos de vida
Pedro Balzi nasceu na Suíça, filho de imigrante italianos. Iniciou os estudos numa escola pública protestante de língua francesa, ainda na Suíça; conservando no seio familiar uma profunda educação católica. Entre os colegas, sempre se destacou por sua inteligência e capacidade brilhantes. Aos 9 anos, recitava de cor toda a "poesia da Criação" do primeiro capítulo do Gênesis. Experimentou os diferentes contextos da Europa entre-guerras, vivendo a dura tensão política que se instaurou. Aos dez anos, mudou-se com a mãe e os dois irmãos para a pequena comuna italiana de onde imigrado seus pais: Ponte Nossa, na Província de Bérgamo. O pai, de quem herdara o nome, continuaria na Suíça provendo o sustento da família na construção civil. Aos 11 anos e meio, ingressa no seminário, sendo ordenado padre em 1950, aos 24 anos de idade.

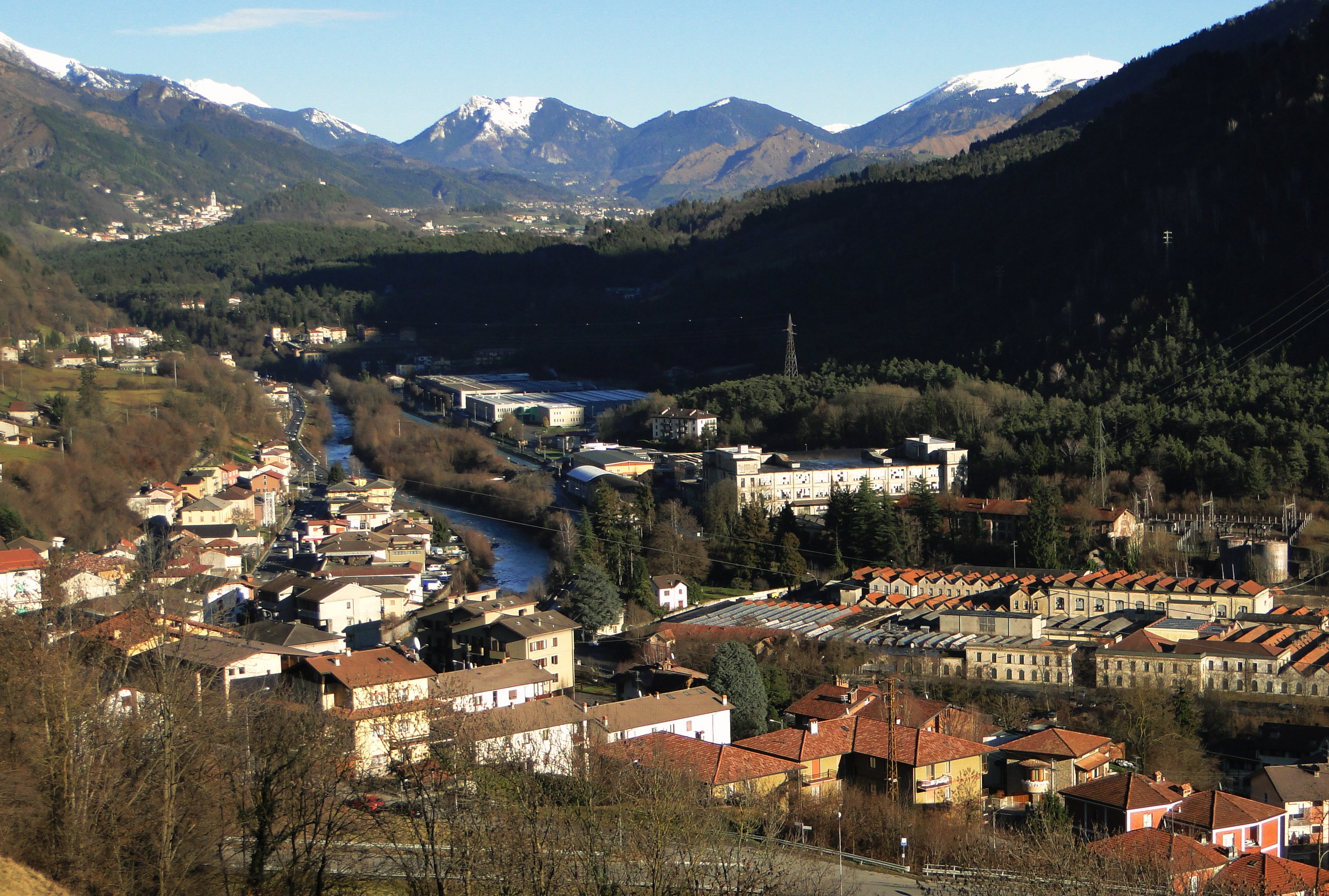
Ponte Nossa, terra da aparição de Nossa Senhora das Lágrimas em 1511

No norte da Itália, Pierino "redescobre" a fidelidade de um povo simples e guardado pela devoção a Nossa Senhora. No Santuário de Ponte Nossa, a Virgem Maria derramou lágrimas de sangue pela conversão dos homens numa Aparição milagrosa em 1511. Naquela Igreja, no primeiro Natal após sua chegada, recebeu a Primeira Comunhão, tendo completado sua preparação diretamente com o Pároco, Pe. Benedetto Merati, que o considerou exemplar no conhecimento da doutrina. Em pouco tempo o menino está envolvido nas atividades paroquiais, inspirado também pelo exemplo da mãe, uma educadora formada nos oratórios salesianos e dedicada à oração. Todas as manhãs, antes de ir à escola, acompanhado de outros colegas, Pierino participa da Santa Missa, geralmente servindo o altar ou no coro. É um acólito exemplar, de coração fixo em Jesus e Maria.

## Vocação
Sobre os primórdios e desenvolvimento da sua vocação, o próprio Padre Pedro contou em artigo publicado na Revista Santuário da Paz:

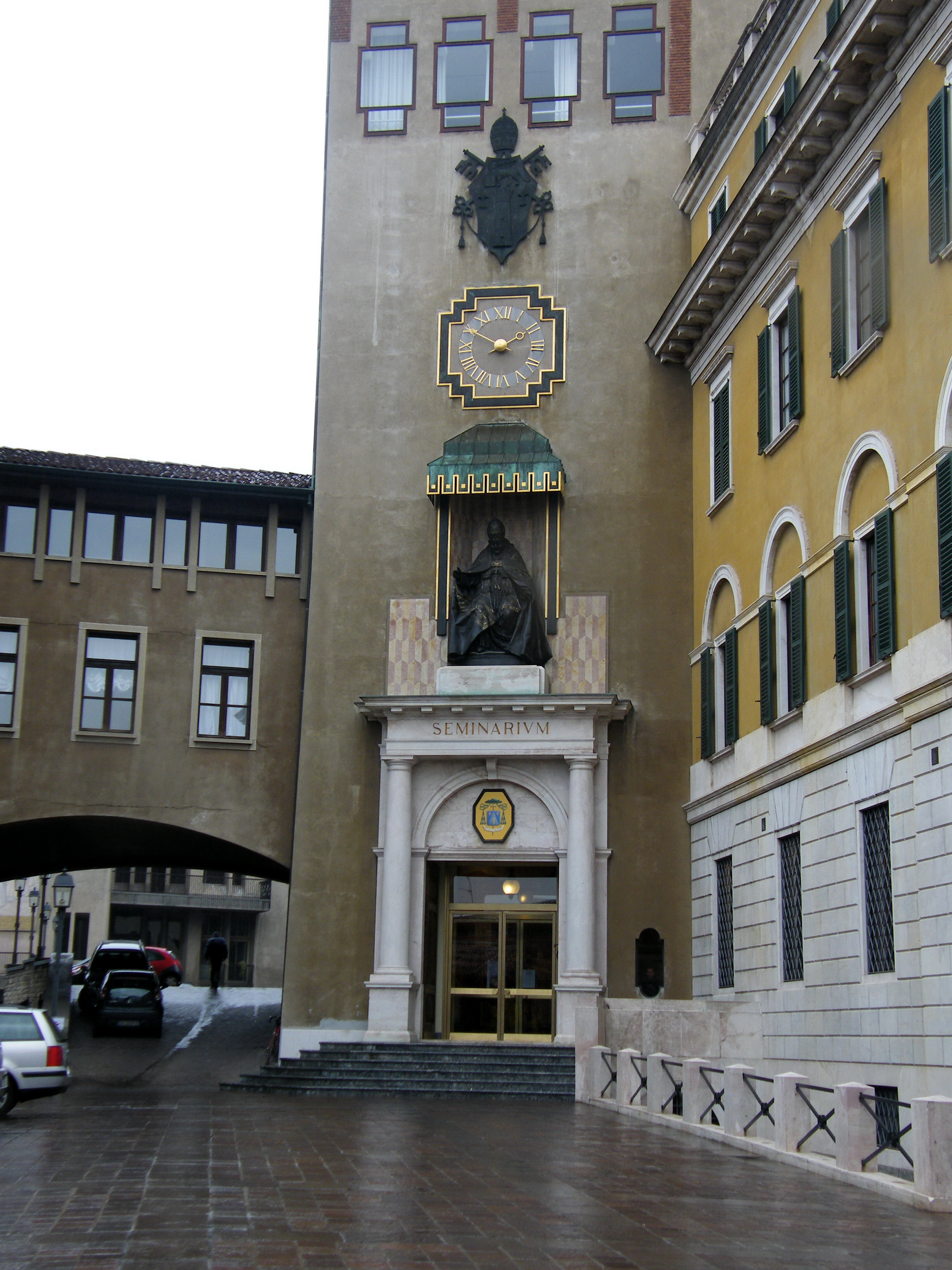
Seminário de Bérgamo

“Um menino tinha dez anos quando conheceu o grupo de Acólitos. Perguntou à própria mãe: “Mãe, será que eu também poderia ser acólito?” – “Certamente! - respondeu ela - Vamos falar com o Pároco”. Ficaram todos felizes: o Pároco, a Mãe e o Filho. Passou quase um ano e, um dia, quase com medo, o menino disse: “Mãe, eu gostaria muito de ser como o Padre, o nosso Pároco” (na Paróquia havia três Padres). A Mãe sorriu e de novo disse: “Vamos falar com o Pároco”. Então, chegando lá, o Padre, que era muito bom, inteligente e generoso, disse: “Para formar-te Sacerdote é necessário entrar no Seminário. Haverá também uma prova de admissão, me informarei da data”. Depois disse: “Filho meu,  se tu queres chegar a ser um bom padre, vai consagrar-te a Nossa Senhora. Ela protegerá a tua vocação”. Então o menino foi e, mesmo entendendo pouco, disse: “Ó Nossa Senhora, eu te consagro a minha vocação. Pensa, Senhora boa, em salvá-la e protegê-la sempre”. Voltando para casa, a Mãe disse: “Meu filho, eu não te empurro para ser padre e também não te puxo, mas se tu queres ser Sacerdote, tua Mãe fará qualquer sacrifício para ajudar-te. O Pároco mesmo acompanhou o menino para a prova, que foi positiva. Ao início do ano escolar o menino entrou no Seminário, com onze anos e meio de idade. Ele e a Mãe levaram duas malas, um tio levou o colchão e outro tio os lençóis, os cobertores e os talheres, porque todas essas coisas eram necessárias para poder entrar no Seminário. Ao chegar ao Seminário, antes de saber qual era o seu lugar, a Mãe com o filho foram ao escritório do Padre da Administração para pagar a primeira cota. E depois foram comprar os livros que eram uns dez... e caros! Tudo isto foi possível porque o papai, do qual não falei até agora, estava no exterior trabalhando duro como pedreiro, dez horas por dia, com sacrifício, longe da família, para pagar os estudos dos filhos. Quando voltava para casa no Natal, ele chorava de felicidade e, quando ao fim de janeiro tinha que partir de novo para o exterior, chorava de pena. Querido papai! Na vida do Seminário houve momentos mais belos e outros mais difíceis, mas Nossa Senhora, a quem cada dia o seminarista consagrava a própria vocação, sempre o ajudou a superar as crises, o salvou nas tempestades e o fez chegar à Felicidade da Ordenação. "Ó Mãe do Céu, a tua bondade é maravilhosa". Começava a Missão, tudo para a maior Glória de Deus e o bem das almas. Graças sejam dadas à Trindade Santa e Gratidão a Nossa Senhora, que sempre protegeu a sua Vocação durante toda a sua Vida Sacerdotal.”
Ainda seminarista e movido de um especial anseio missionário, em 1949, foi um dos três primeiros a se apresentar para o recém-fundado “Instituto missionário do Clero diocesano de Bérgamo” – a Comunidade Missionária do Paraíso. Ordenado presbítero em 3 de junho de 1950, por Dom Adriano Bernareggi, atuou por um ano, aos fins de semana, em Mariano di Dalmine, como Vigário responsável pelas atividades pastorais com as crianças e os jovens.

## Missão na Bolívia (1964-1986)

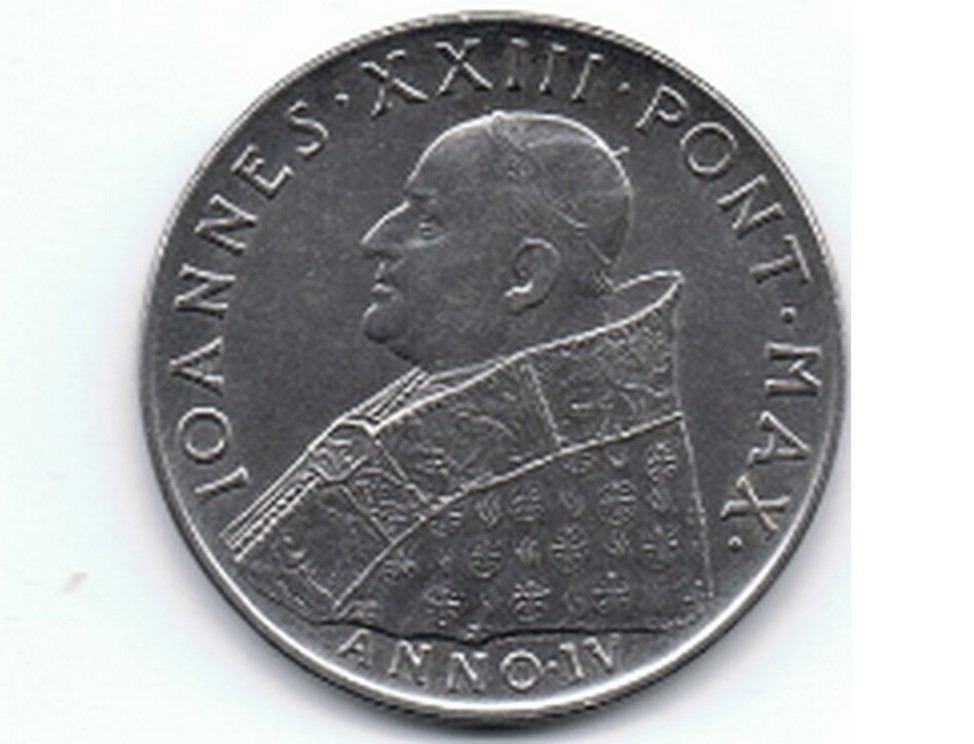
Efígie do Papa bergamasco João XXIII.

No início da década de 1960, ao ecoar de um convite universal do Papa Pio XII através da Encíclica Fidei Donum (1957) e inspirada pelo Papa bergamasco João XXIII, a Diocese de Bérgamo é solicitada para instaurar uma cooperação missionária na Bolívia, na capital La Paz, para a qual decide enviar sacerdotes missionários “del Paradiso”, como ficaram conhecidos. Padre Pedro parte em 1964. Assumindo a imensa Paróquia de Munaypata (“colina do amor”, em aymara), formada por um povo simples e de profundas raízes indígenas, numa renovada dinâmica eclesial proposta pelo Concílio Vaticano II, ele coordenará na função de Pároco um grande trabalho de assistência espiritual e social. Aprende a língua aymara, própria dos seus fiéis, e se lança à Missão; entende seu trabalho a outras Comunidades da Arquidiocese de La Paz e a outras Dioceses bolivianas. Motiva grupos de casais no serviço pastoral e na educação religiosa dos filhos, forma crianças e jovens nos valores da ética cristã, atende os idosos com cuidado paterno. Na área social, com recursos provenientes da Itália, constrói escolas, espaços de encontro da Comunidade e, ousadamente, o Hospital João XXIII, que agrega uma Escola de Enfermagem, onde ele mesmo chegou a lecionar a matéria de Biologia. É, entre os bolivianos, um homem presente e alegre, decidido pelo bem e pela fé católica, amigo do clero e do povo simples. Sofreu o tempo de repressão da ditadura Banzer (1971-78), quando chegou a ser detido, até que se apresentou uma intervenção do Arcebispo.
Vinte e dois anos na Bolívia não esfriaram o coração ardente do missionário que amava os pobres. Nasce em seu íntimo um desejo, entendido como um novo chamado. A situação dos excluídos no Brasil, que merece destaque na imprensa internacional, alcança Padre Pedro e o faz sofrer. O Arcebispo de Teresina, Dom Miguel Fenelon Câmara, ao conhecer o empenhado sacerdote através de uma religiosa, serve aos desígnios de Deus propondo-o um trabalho com os hansenianos em Teresina. O Piauí, estado mais pobre do país naquele instante, torna-se a nova missão do Padre bergamasco. O povo boliviano terá da sua partida apenas a lembrança de uma carta, na qual ele declara esperar todos um dia no Paraíso, do qual ele mesmo se fez missionário e para o qual quis encaminhar todos.

### Mudança para o Brasil
Em 1986 Dom Miguel Câmara, então arcebispo de Teresina, convidou padre Pedro a fazer o mesmo trabalho em Teresina donde se instalou em 14 de março de 1987, residindo inicialmente na própria casa episcopal.

## Missão no Brasil (1987-2009)
No Brasil, chegando definitivamente aos 14 de março de 1987, Padre Pedro inicia os esforços para construir o Centro Maria Imaculada, especializado no tratamento de hanseníase. Esta será a primeira de outras tantas realizações numa cidade marcada pelo preconceito, até mesmo dentro da região Nordeste. Não contentando-se com as atividades que tomavam apenas parte do seu tempo, pede ao Sr. Arcebispo uma Paróquia, onde possa exercer plenamente o seu mais frutuoso ministério, o cuidado espiritual.

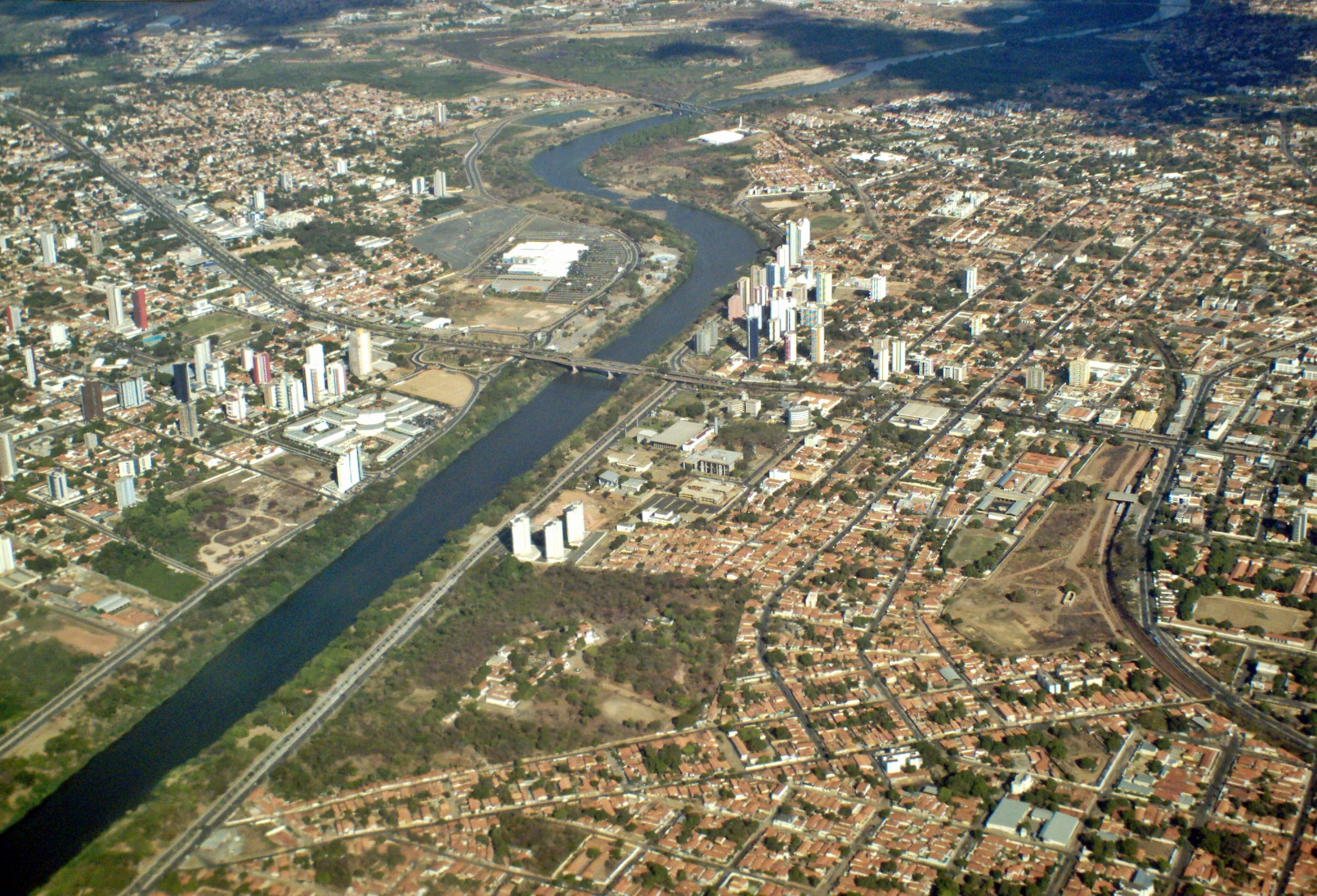
Teresina: o último grande destino missionário do Padre Pedro Balzi.

A Providência encarregou-se de mostrar-lhe uma área de invasão nas proximidades do Terminal Rodoviário de Teresina. Como por uma determinação pessoal, mas certamente de origem divina, pede a Dom Miguel poder estabelecer ali a sua casa e, com a graça de Deus e a proteção da Virgem Maria, a sede de uma futura Paróquia. O Arcebispo, sempre solícito ao amigo e movido por grande caridade para com aquele povo, apoiou o Missionário. Padre Pedro vai até a conhecida invasão, chamada Vila da Paz, que já é articulada por alguns líderes; ali se comunica com alguma dificuldade, mas tudo supera com a linguagem do amor, aprendida em longos anos de oração. É acolhido com alegria em um quarto de taipa com três metros quadrados, junto à Associação de Moradores, de onde escreverá ao seu irmão, na Itália, as palavras mais belas da sua Missão no Brasil: “Giovanni, me sinto feliz, pois vivo com os pobres, que tanto amo”.
Aos 8 de setembro de 1988, com a fraterna aprovação de Dom Miguel, nasce a Paróquia Nossa Senhora da Paz, instalada oficialmente dois dias depois. Em 18 de julho do ano seguinte, era nomeado Pároco o Padre Pedro Balzi, tendo sido recomendado “à Caridade de Cristo para o crescimento do Reino de Deus naquela Comunidade”, segundo o documento de Provisão, que abraçou com indiscutível fidelidade.
Com a Igreja Matriz, um Santuário dedicado a Nossa Senhora da Paz, e junto às outras Comunidades da Paróquia, surgem os prédios que abrigariam desde a Pré-Escola até o Ensino Médio oferecidos gratuitamente, as oficinas de profissionalização, os centros de saúde e reabilitação, a padaria comunitária, as quadras esportivas, o projeto Esperança (de adoção a distância e distribuição de cestas básicas), as casas de acolhimento, dentre as inumeráveis obras. Nascem ainda no coração de Deus e das mãos bondosas de Nossa Senhora, os Centros Paroquiais, as Casas de Recuperação para dependentes químicos e muitas outras generosas contribuições para o povo que aprendeu a amar como pai. (Sugestão: conferir o livro “História da Paróquia Santuário Nossa Senhora da Paz”, escrito pelo próprio Padre Pedro)

## Últimos anos
As doenças, uma luta constante em seu ministério, aproximam Padre Pedro dos sofredores, imitando a Cristo, também sofredor. A saúde, sempre que lhe faltava por algum tempo, era recuperada com incrível vigor e desejo de continuar fazendo bem às almas. Até que, em 27 de julho de 2009, o Pároco é internado; em pouco tempo descobre ser vítima de um câncer nos ossos. Naquele ano, concelebrou da sacristia o Festejo de Nossa Senhora da Paz, praticamente consumido em bondade. Aos 4 de outubro, domingo e dia de São Francisco, quis participar da Eucaristia no Presbitério, em seu leito, sob o olhar atento de tantos filhinhos.  No dia seguinte, entregou a Deus sua alma, às 10:30h da manhã. Naquele 5 de outubro, nas Vésperas do ofício de memória de São Benedito, a Antífona do Cântico Magnificat trazia: “Servo bom e fiel, vem entrar na alegria do teu Senhor”.